# Iranattti, Gokak
Iranattti là một làng thuộc tehsil Gokak, huyện Belgaum, bang Karnataka, Ấn Độ.